# Deutsche Einigungskriege

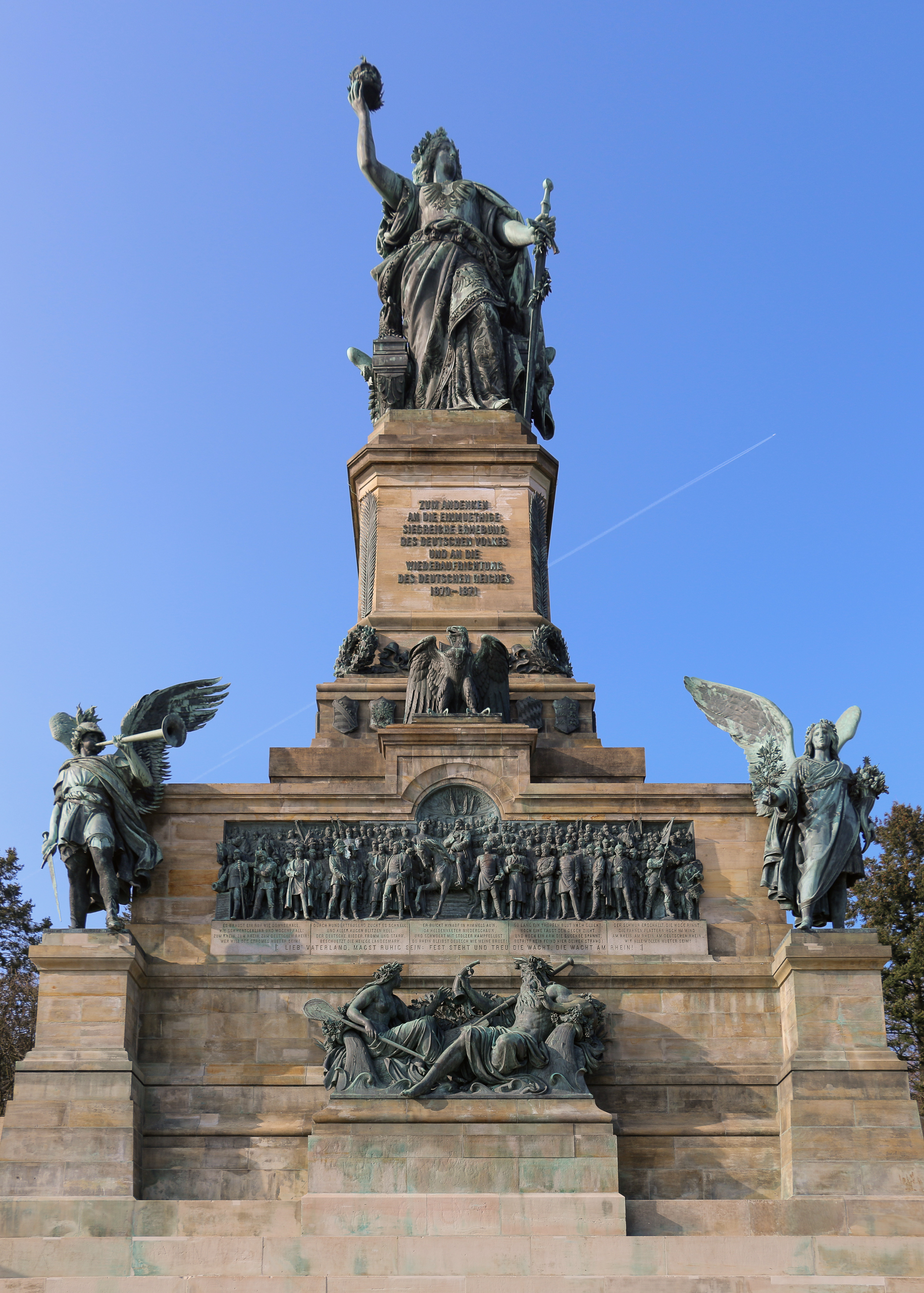
Niederwalddenkmal mit bekrönender Germania zur Erinnerung an die Einigungskriege

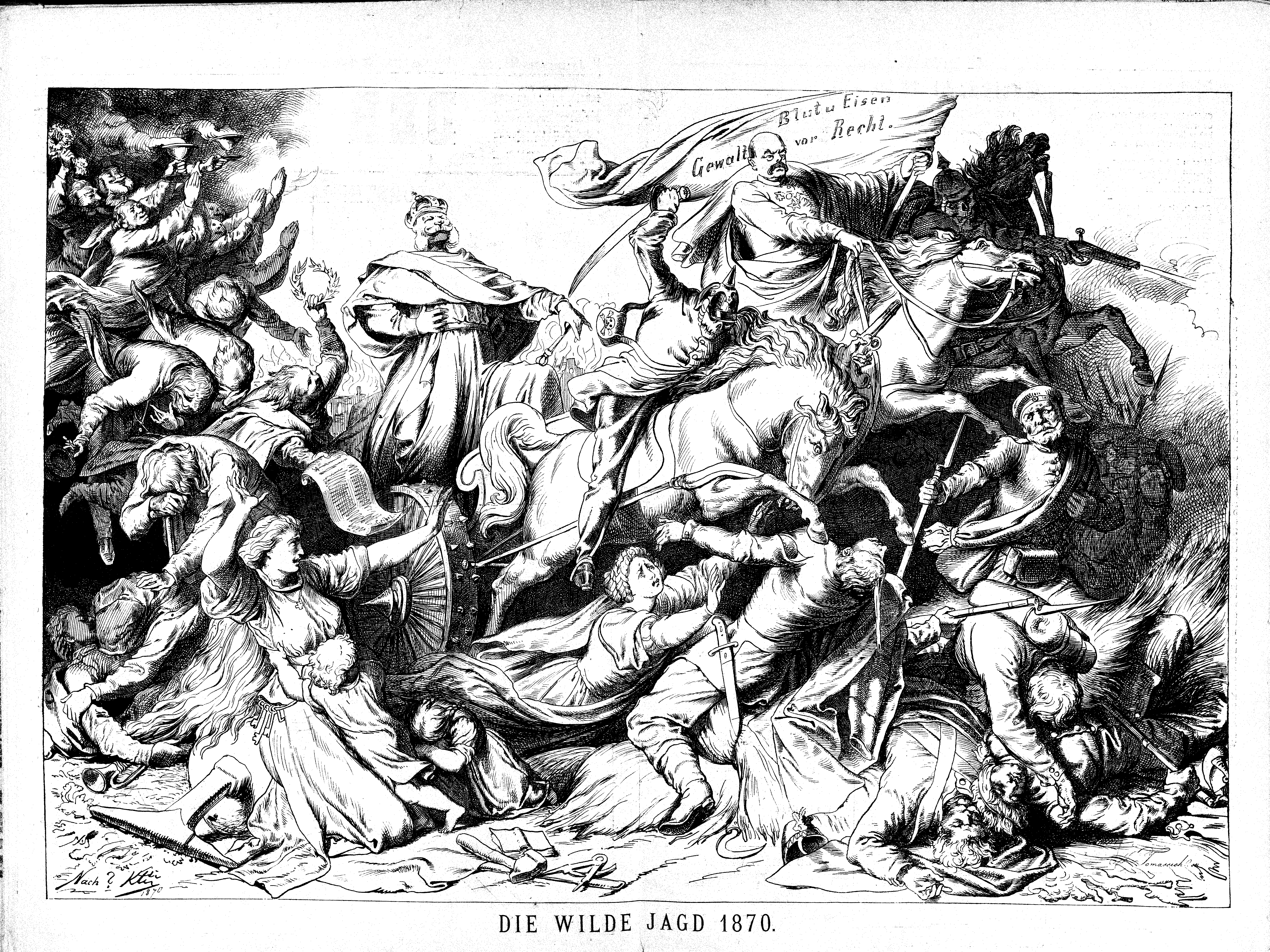
Die Wilde Jagd 1870. Karikatur aus der österreichischen Satirezeitung Der Floh vom 25. Dezember 1870: Bismarck hält eine Flagge mit der Aufschrift „Blut u Eisen Gewalt vor Recht.“

Mit den Deutschen Einigungskriegen setzte Preußen die Idee des deutschen Nationalstaates im Sinn der kleindeutschen Lösung durch. Nach den Siegen im Deutsch-Dänischen Krieg (1864), dem Deutschen Krieg (1866) und dem Deutsch-Französischen Krieg (1870/71) entstand das preußisch dominierte Deutsche Kaiserreich. Im historischen Rückblick wurde die Nationalstaatsbildung mit der Politik von „Blut und Eisen“ Otto von Bismarcks in Verbindung gebracht. 

## Vorgeschichte
Nach der niedergeschlagenen Deutschen Revolution 1848/49 war die Frage nach einer deutschen Einigung noch nicht geklärt. Zwar wurde der Deutsche Bund wiederhergestellt, doch die nationalen Gefühle wurden dadurch nicht befriedigt. Hinzu kam noch, dass auch der Adel den Nutzen einer nationalstaatlichen Einigung sah, besonders unter wirtschaftlichen Aspekten. Ein einheitlicher deutscher Binnenmarkt sollte die Grundlage sein für die Fahrt aufnehmende industrielle Revolution in Deutschland.

### Deutscher Dualismus
In der Revolution von 1848/1849 zeichnete sich auch die Möglichkeit einer kleindeutschen Lösung ab, dennoch war der Kampf um die Vorherrschaft in Deutschland noch nicht geklärt. Die Habsburgermonarchie Österreich stand dem Deutschen Bund immer noch vor, politisch ebenbürtig aber wirtschaftlich stärker als der Konkurrent im Süden war allerdings die Monarchie Preußen. Dieser Dualismus zwischen Preußen und Österreich wurde in den deutschen Einigungskriegen zugunsten Preußen geklärt.

### Berufung Bismarcks
Im Rahmen des preußischen Verfassungskonflikts wurde Otto von Bismarck im Jahr 1862 vom preußischen König Wilhelm I. zum Ministerpräsidenten ernannt. Bismarck regierte gegen die preußische Verfassung und legte in dieser Zeit den Grundstein für die deutschen Einigungskriege. Seine Heeresreform war Grundlage für die erfolgreichen preußischen Kriege. Auch seine Einstellung hinsichtlich der Lösung politischer Probleme war bedeutend für die folgende, kriegerische Haltung Preußens. Allerdings ist Bismarck vor allem anzurechnen, dass er die liberalen Kräfte in Preußen für eine deutsche „Einigung von oben“ gewinnen konnte.

## Deutsch-Dänischer Krieg

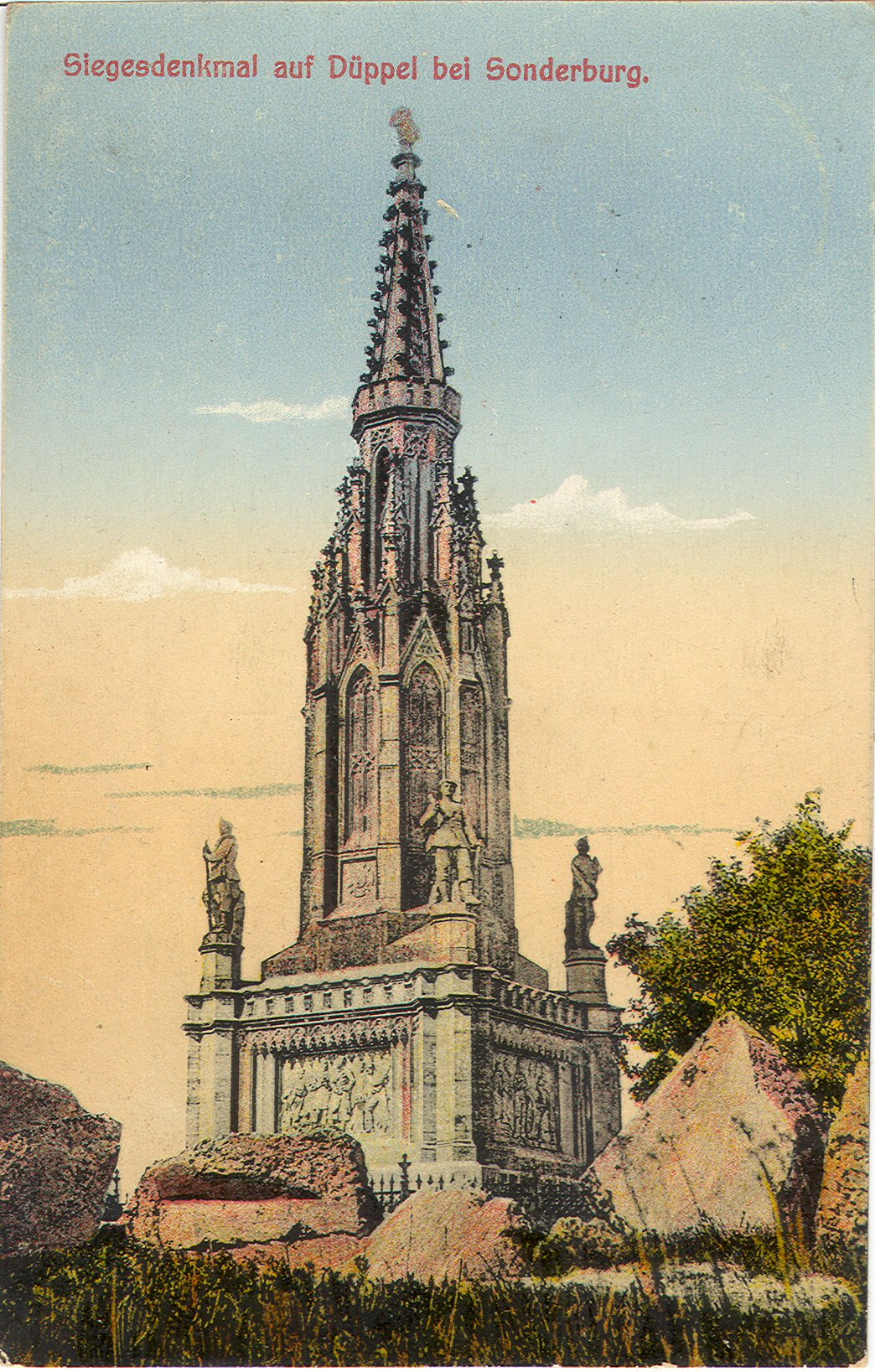
Erinnerung an den 1. Einigungskrieg bei Düppel, im Mai 1945 gesprengt

### Ursachen und Gründe
Nach der niedergeschlagenen Schleswig-Holsteinischen Erhebung ging es im Zweiten Schleswig-Holsteinischen Krieg im Wesentlichen um die nationale Anbindung des Herzogtums Schleswig. Vorausgegangen war ein Verfassungskonflikt innerhalb des Dänischen Gesamtstaates. Dänemark, das Schleswig, Holstein und Lauenburg verwaltete (Schleswig als dänisches Lehen, Holstein und Lauenburg als Mitgliedstaaten des Deutschen Bundes), führte im November 1863 nach der Ablehnung der vorherigen Gesamtstaatsverfassung durch den Deutschen Bund die sogenannte Novemberverfassung ein, die Schleswig verfassungsrechtlich enger an Dänemark binden sollte. Dies verstieß aber gegen das Londoner Protokoll von 1852, welches zwar die Integrität des dänischen Gesamtstaates als „ständiges Prinzip“ betonte, aber auch vorschrieb, Schleswig verfassungsrechtlich nicht enger an Dänemark zu binden als Holstein. Preußen nahm dies zum Anlass, um die Spannungen zwischen Dänemark und dem Deutschen Bund zu verschärfen. Der Bundestag beschloss am 1. Oktober 1863 eine Bundesexekution gegen die dänisch regierten Herzogtümer Holstein und Lauenburg im Deutschen Bund, am 23. Dezember 1863 rückten schließlich Truppen des Bundes in Holstein und Lauenburg ein. Anfang Februar 1864 überschritten Preußen und Österreich die Eider und besetzten ohne Zustimmung des Bundestages auch Schleswig.

### Verlauf
Die Armeen Preußens und Österreichs besiegten innerhalb weniger Monate die dänischen Truppen. Verhandlungen über eine mögliche nationale Teilung Schleswigs im Sommer 1864 scheiterten. Kriegsentscheidend war die Erstürmung der Düppeler Schanzen am 18. April 1864 durch die Preußische Armee. Das war aus preußischer Sicht auch nötig; denn wegen des 1852 geschlossenen Londoner Protokolls fürchtete Bismarck bei einem zu lange dauernden Krieg die militärische oder politische Einmischung Frankreichs oder Russlands.

### Folgen
Österreich annektierte das Herzogtum Holstein, Preußen das Herzogtum Schleswig. In diesem Krieg wurde somit die nördliche Grenze eines zukünftigen Deutschlands festgelegt. Die bald einsetzenden Konflikte zwischen Preußen und Österreich bei der Verwaltung der Herzogtümer wurden zum äußeren Anlass des folgenden preußisch-österreichischen Krieges um die Vorherrschaft in Deutschland.

## Deutscher Krieg

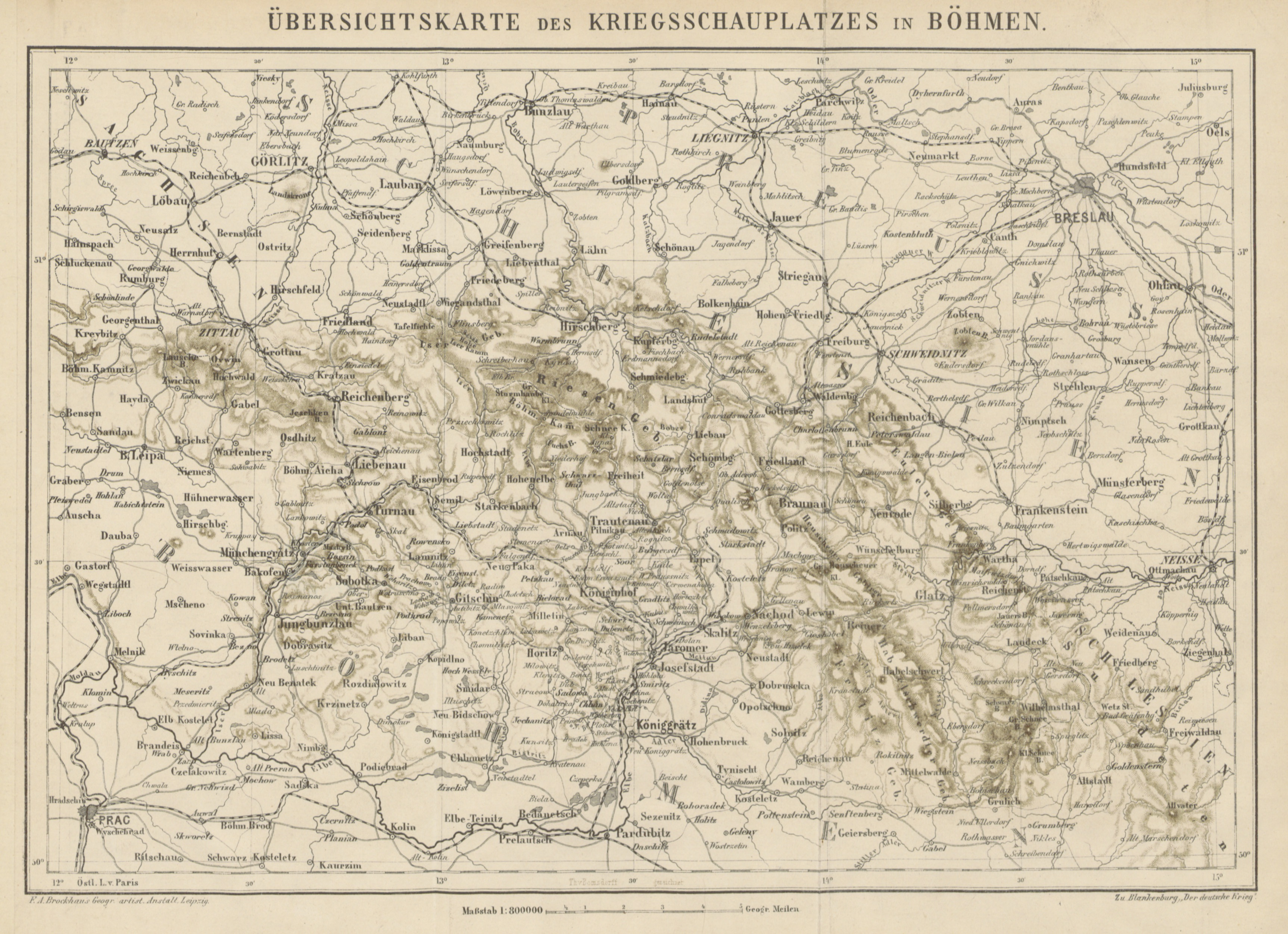
Kriegsschauplatz in Böhmen

### Ursachen und Gründe
Anlässe für diesen Krieg waren Streitigkeiten um die Verwaltung der Herzogtümer Holstein und Schleswig sowie Österreichs Unterstützung für das Streben nach einem neuen Mittelstaat Schleswig-Holstein. Vorrangig ging es bei diesem Krieg jedoch um den deutschen Dualismus, den Führungsanspruch, welcher nun endgültig ausgefochten werden sollte.

### Verlauf
Preußen und seine Verbündeten erwiesen sich gegenüber den österreichischen und dessen verbündeten Kräften als deutlich überlegen. Gründe hierfür waren zum einen die technische Überlegenheit, die preußische Armee hatte zum Beispiel den Hinterlader, zum anderen eine besser ausgebaute Infrastruktur, welche schnelle Truppentransporte ermöglichte.

### Folgen
Preußen annektierte infolge des Krieges das Königreich Hannover, die Herzogtümer Holstein und Nassau, das Kurfürstentum Hessen sowie die Freie Stadt Frankfurt am Main. Somit hatte Preußen eine Verbindung zwischen seinem brandenburgischen Kernland und den wirtschaftlich wichtigen Rheinprovinzen. Als Folge dieses Krieges musste Österreich auch noch Venetien an Italien abtreten. Österreich hatte Venetien 1797 im Frieden von Campo Formio erhalten (siehe Geschichte Venetiens).
Dagegen verschonte Bismarck das Kaisertum Österreich beim Friedensschluss von Abtretungen, obwohl der preußische König, Wilhelm I. solche gewünscht hatte. Der Hintergedanke dabei war, dass Österreich Preußen in Zukunft gewogener sein werde. Wichtiger war jedoch, dass der Krieg den Dualismus der beiden Rivalen durch die Auflösung des Deutschen Bundes zugunsten Preußens entschied, das seinerseits den Norddeutschen Bund als Vorstufe eines geeinten Deutschlands gründete. Österreichs Interessenbereich verschob sich nunmehr in den Osten Europas.

## Deutsch-Französischer Krieg

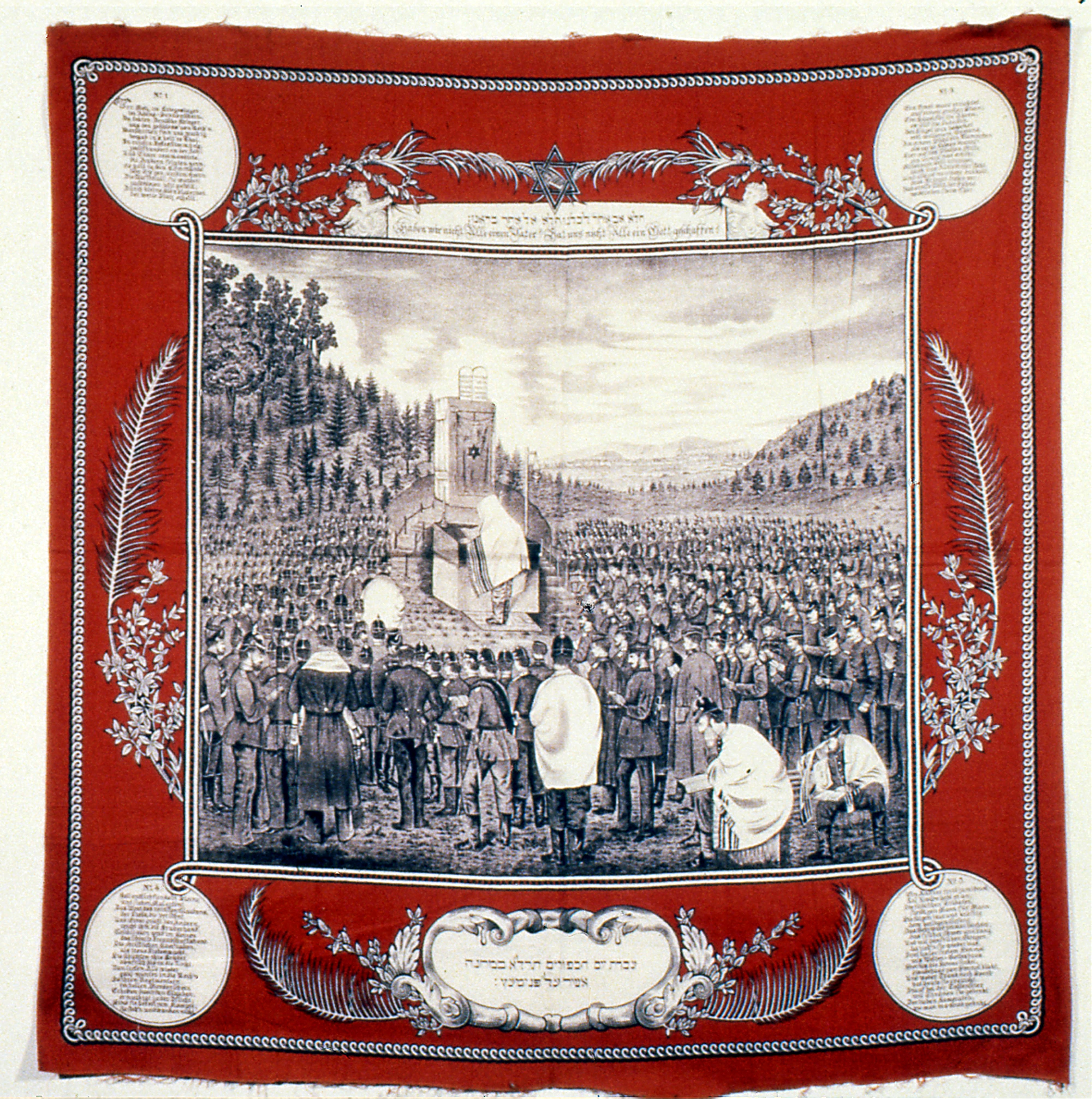
Gottesdienst jüdischer Soldaten am Jom Kippur am 5. Oktober 1870 (10. Tischri 5631)

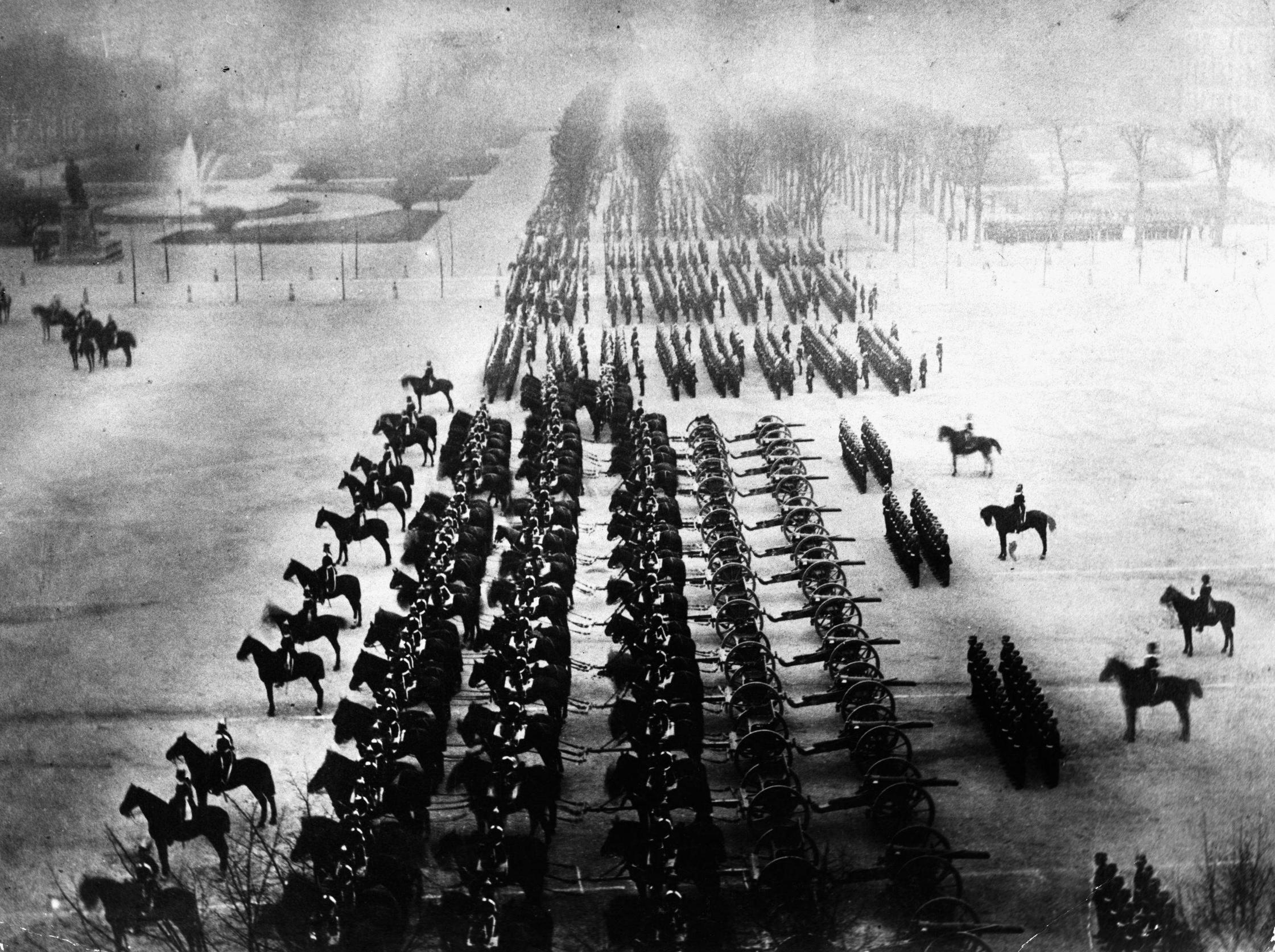
Deutsche Siegesparade in Paris

### Ursachen und Gründe
Im spanischen Thronfolgestreit galt der Katholik Prinz Leopold von Hohenzollern-Sigmaringen als vielversprechender Kandidat auf den Thron Spaniens. Frankreich fürchtete jedoch, in Spanien Einfluss zu verlieren, und gab vor, von zwei Seiten durch von Hohenzollern regierte Staaten eingekreist zu werden, worauf Kaiser Napoleon III. den Rückzug der Kandidatur Prinz Leopolds forderte. Tatsächlich verzichtete Leopold auf die Kandidatur. Die französische Regierung forderte aber zusätzlich von Wilhelm I. als Chef des protestantischen Hauses Hohenzollern eine schriftliche Zusicherung, dass niemals wieder Hohenzollern für den spanischen Thron kandidieren würden. Diese Forderung wurde, am Vorabend des französischen Nationalfeiertags, auch während eines Spaziergangs an Wilhelm persönlich gestellt; er wies sie zurück. Bismarck stellte den Vorgang der Presse gegenüber in der „Emser Depesche“ schroff dar, die französische Presse ebenfalls, worauf Napoleon III. Preußen den Krieg erklärte.

### Verlauf
Durch die Kriegserklärung an den Gliedstaat Preußen wurde der gesamte Norddeutsche Bund angegriffen. Preußen war schon vor Bundesgründung außerdem mit den süddeutschen Staaten Schutz- und Trutzbündnisse eingegangen. Frankreich blieb hingegen, trotz anderer Erwartungen an Österreich, Dänemark und Italien, außenpolitisch isoliert. Nach der Gefangennahme des französischen Kaisers in der Folge der Schlacht bei Sedan kämpfte Frankreich als Republik noch ein halbes Jahr weiter, Paris wurde belagert. Zum deutschen Sieg trug unter anderem eine bessere Organisation der Armee bei.

### Folgen

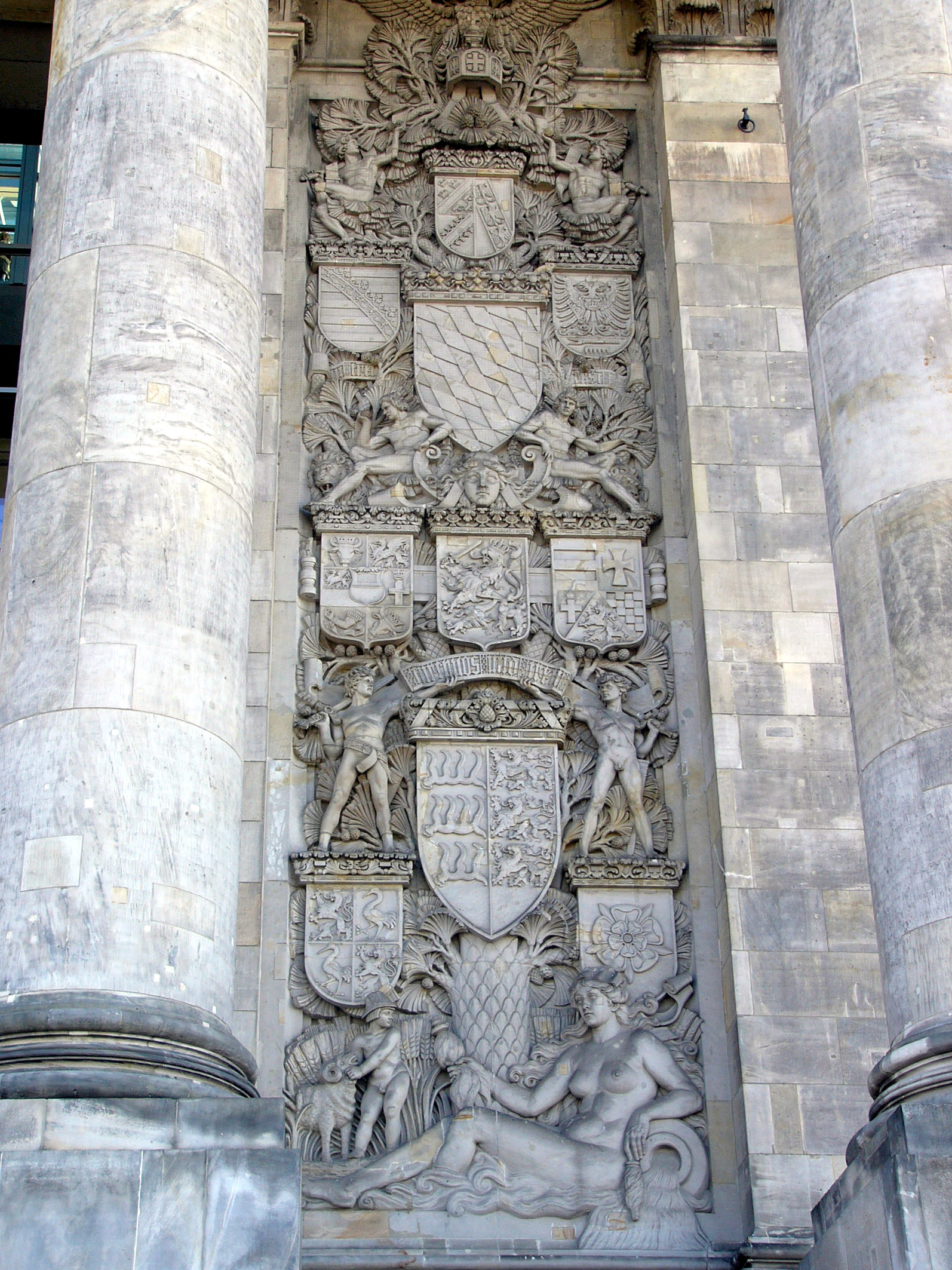
Reichstagsgebäude, Wappen von Elsaß-Lothringen ganz oben unter der Kaiserkrone

Während des Krieges schloss der Norddeutsche Bund mit Baden, Bayern, Hessen-Darmstadt und Württemberg die Novemberverträge. Die Verfassung des Deutschen Bundes – die Novemberverfassung von 1871 – stellte den Beitritt fest und änderte den Namen des Norddeutschen Bundes in Deutsches Reich. Zum Präsidium des Bundes erhielt Preußens König den Titel Deutscher Kaiser. Am 18. Januar erging im Spiegelsaal von Versailles die sogenannte Kaiserproklamation, wenngleich Wilhelm den Titel nach der Verfassung bereits trug. Im Vorfrieden von Versailles musste Frankreich Teile Lothringens und das Elsass an das neue Reich abtreten. Es entstand das Reichsland Elsaß-Lothringen, das nicht einem Oberpräsidenten, sondern direkt dem Kaiser unterstellt war. Hinzu kam eine Verpflichtung zu Kriegsreparationen in Höhe von 5 Mrd. Goldfranc. Der Friede von Frankfurt am 10. Mai 1871 besiegelte das Kriegsende.

## Britische Stimmen zur Reichsgründung
„Dass trotz aller voreiligen und einfältigen Äußerungen eines gewissen Teiles der englischen Presse, die Erfolge, welche Deutschland in jüngster Zeit durch die Erlangung seiner staatlichen Einheit, die Wiedererwerbung lange verlorener Provinzen, die Züchtigung einer Nation und Herrscherfamilie, welche die ewigen Ruhestörer des europäischen Friedens waren, errungen hat, von dem größten Teil der Engländer, deren Kenntnis der kontinentalen Geschichte der letzten vier Jahrhunderte ihrem Urteil einen besonderen Wert verleiht, mit richtiger Teilnahme und Freude verfolgt worden sind.“

„Der Ausgang des deutsch-französischen Krieges und die Entstehung des neuen Nationalstaates, ‚die deutsche Revolution‘, [ist] ein größeres politisches Ereignis als die französische Revolution des vergangenen Jahrhunderts. […] Das Gleichgewicht der Macht [ist] völlig zerstört und das Land, welches am meisten darunter leidet und die Wirkungen dieser großen Veränderungen am meisten spürt, [ist] England.“

Die Kritik des Oppositionsführers Disraeli richtete sich vor allem gegen die liberale Regierung Großbritanniens, weniger gegen den deutschen Nationalstaat. Die Absicht hinter dieser Aussage war: Der amtierende Premierminister William Ewart Gladstone versage in der Außenpolitik; er habe den Aufstieg Preußens zur europäischen Großmacht zugelassen.
Für das Mächtegleichgewicht war die deutsche Reichsgründung von Vorteil. Mitteleuropa, das durch die Ambitionen Frankreichs jahrzehntelang eine Krisenregion darstellte, kam endlich zur Ruhe. Gleichzeitig stabilisierte Deutschland das europäische Gleichgewichtssystem: Sowohl Frankreich als auch Russland wurden nun von Preußen-Deutschland in Schach gehalten. Das war auch für Großbritannien, dessen Weltmachtstellung vom Funktionieren des Gleichgewichtssystems abhing, sehr vorteilhaft.
In den Einigungskriegen praktizierte der preußische Ministerpräsident Bismarck teilweise Vorsicht und Mäßigung. Die Annexion einiger norddeutscher Staaten verletzte zwar die Vorstellungen Frankreichs, nicht aber die Interessen Russlands oder Großbritanniens. Österreich wurde 1866 geschont – aber nicht seine Verbündeten wie das Königreich Hannover. Die deutsche Reichsgründung in Versailles demütigte den „Erbfeind“ – die Franzosenzeit war unvergessen. Eine weitere Demütigung Frankreichs hätten die Nachbarn Russland und Großbritannien vermutlich nicht zugelassen. Bismarcks Standpunkt in der Außenpolitik von 1871 und danach, dass das Reich saturiert sei, sollte die Befürchtungen der Nachbarn beruhigen.